# Dompierre (Vosges)
Dompierre település Franciaországban, Vosges megyében. Lakosainak száma 240 fő (2022. január 1.). Dompierre Padoux, Sercœur, Aydoilles, Fontenay és Girecourt-sur-Durbion községekkel határos.

## Népesség
A település népességének változása:
| Lakosok száma | 276  | 270  | 257  | 254  | 249  | 244  | 242  | 240  |
|               | 2013 | 2015 | 2017 | 2018 | 2019 | 2020 | 2021 | 2022 |